# Ixora amplifolia
Ixora amplifolia är en måreväxtart som beskrevs av Asa Gray. Ixora amplifolia ingår i släktet Ixora och familjen måreväxter. Inga underarter finns listade i Catalogue of Life.